# はじめてのおもてなし
『はじめてのおもてなし』（Willkommen bei den Hartmanns）は2016年のドイツのコメディ映画。
監督はジーモン・ファーフーフェン、出演はセンタ・バーガーとハイナー・ラウターバッハなど。
ひとりの難民青年を受け入れた裕福な一家とその周囲で起きる珍騒動を描き、ドイツ国内で2016年度の興行収入第1位となった作品である。
監督のジーモン・ファーフーフェンは主演のセンタ・バーガーとプロデューサーのミヒャエル・ファーフーフェンの息子である。

## キャスト
- アンゲリカ・ハートマン: センタ・バーガー - 元教師。定年退職後は専業主婦。
- リヒャルト・ハートマン: ハイナー・ラウターバッハ - アンゲリカの夫。大病院の医長。
- フィリップ・ハートマン: フロリアン・ダーヴィト・フィッツ - ハートマン家の長男。ワーカホリックの弁護士でビジネスマン。
- ゾフィ・ハートマン: パリーナ・ロジンスキー（ドイツ語版） - ハートマン家の長女。自分探しを続けている万年学生。
- タレク・ベルガー: エリアス・エンバレク - リヒャルトの病院の研修医。ゾフィの幼なじみ。
- ディアロ・マカブリ: エリック・カボンゴ - ナイジェリア難民の青年。
- サーシャ・ハインリッヒ: ウーヴェ・オクセンクネヒト（ドイツ語版） - リヒャルトの親友。遊び人の美容整形外科医。
- ハイケ・ブロジャー: ウルリケ・クリーナー（ドイツ語版） - アンゲリカの友人の元教師。
- ベルント・バーダー: アイシ・グルプ（ドイツ語版） - 難民収容施設の職員。
- バスティ・ハートマン: マルノス・ホーマン（ドイツ語版） - フィリップの1人息子。